# Middleville (Michigan)
Middleville è un villaggio degli Stati Uniti d'America, situato nello Stato del Michigan, nella contea di Barry.